# 旺德夫尔 (安德尔省)
旺德夫尔（法語：Vendœuvres，法語發音：[vɑ̃dœvʁ]）是法国安德尔省的一个市镇，位于该省中西部，属于沙托鲁区。

## 地理
旺德夫尔（46°48'6"N, 1°21'30"E）面积96.45 平方千米，位于法国中央-卢瓦尔河谷大区安德尔省，该省份为法国中部省份，北起卢瓦-谢尔省，西北接安德尔-卢瓦尔省，西南接维埃纳省，南至克勒兹省和上维埃纳省，东临谢尔省。
与旺德夫尔接壤的市镇（或旧市镇、城区）包括：比藏赛、拉沙佩勒奥特马勒、梅奥贝克、布雷讷地区梅济耶尔、米涅、讷耶莱布瓦、圣热姆。
旺德夫尔的时区为UTC+01:00、UTC+02:00（夏令时）。

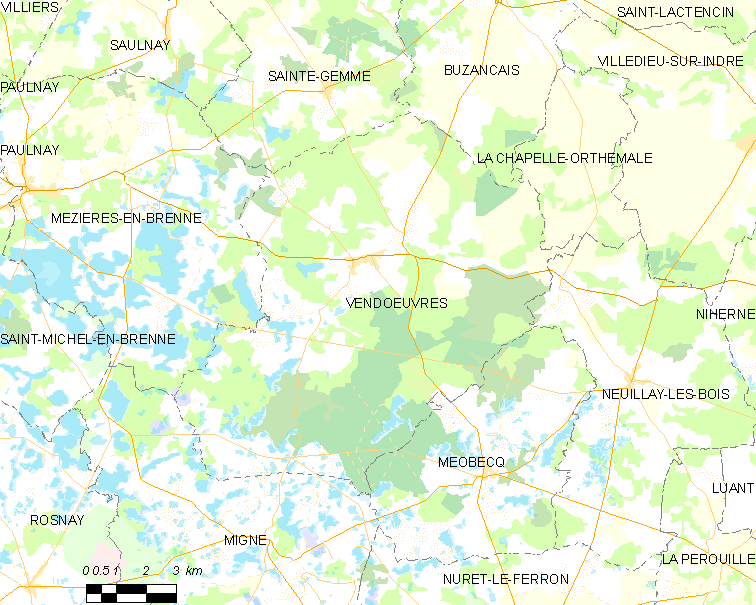
旺德夫尔的OSM定位图

## 行政
旺德夫尔的邮政编码为36500，INSEE市镇编码为36232。

## 政治
旺德夫尔所属的省级选区为圣戈捷县。

## 交通
安德尔省省道D925线经过境内。

## 人口

1962-2008年间旺德夫尔人口变化图示

旺德夫尔于2022年1月1日时的人口数量为1094人。